# Esquadrão N.º 32 da RAAF

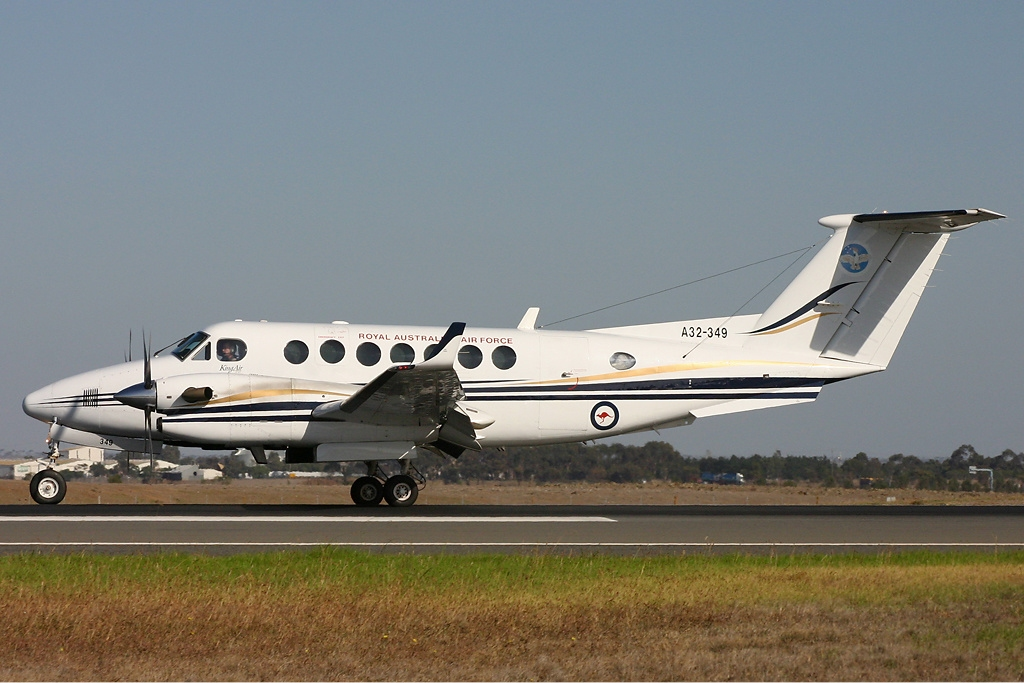
Raytheon King Air 350 (B300), da Real Força Aérea Australiana, no Aeroporto de Avalon

O Esquadrão N.º 32 é um esquadrão de transporte e treino de voo da Real Força Aérea Australiana, com base na Base Aérea de East Sale.

## Aeronaves
- Beechcraft King Air 350[2]